# إسماعيلية رايح جاي (فلم)
إسماعيلية رايح جاى فيلم مصري من بطولة محمد فؤاد، محمد هنيدي، حنان ترك. سيناريو وحوار أحمد البيه ومن إخراج كريم ضياء الدين.

## أحداث الفيلم
الطالب الجاد الخجول (محمد فؤاد) المستقيم لكن شديد الفقر الذي انسدت كل الطرق أمامه وأمام أسرته، ويحلم أن يصبح مغنيا. وأخيرا يقدم نفسه لعزت أبو عوف (يظهر بشخصيته الحقيقية)، فينضم لفريقه الغنائي ويواصل مشوار النجاح. قصة الحب تولتها حنان ترك كزميلته في الفصل، أما الشر الذي يمثله خالد النبوي في دور الأخ الفهلوى لكن غير المحبوب نسبيا، هو الذي يصنع حبكة النهاية عندما يفرق بين أخيه وحبيبته قبل أن يعود لصوابه ويصلح ما أفسد. الوطنية تبدأ بالعنوان فهذه قصة أسرة مهاجرة من الإسماعيلية بعد حرب 1967، والنهاية أن يعود البطل للغناء فيها بعد عودة الحياة الطبيعية لها بعد 1973. الترابط الأسرى ومسحة التدين تشيعان في مواقف كثيرة لكن أغلبها يتركز في دور الأب الكهل الذي هزته محن الحياة ‌ـ‌ حمدى غيث. وتبقى الكوميديا وقد مثلها في حينها وبكل البراعة والإغراق والابتكار محمد هنيدى، في دور صديق الأخوين والذي يصبح مدير أعمال البطل المغني.

## طاقم التمثيل
| الممثل           | الدور                     |
| ---------------- | ------------------------- |
| محمد فؤاد        | إبراهيم                   |
| محمد هنيدي       | عبد المنعم                |
| حنان ترك         | سلوى                      |
| خالد النبوي      | عبد العزيز                |
| حمدي غيث         | والد إبراهيم وعبد العزيز  |
| كريمة مختار      | والدة إبراهيم وعبد العزيز |
| شيماء سعيد       | أخت إبراهيم               |
| عزت أبو عوف      | بشخصيته الحقيقية          |
| أحمد عقل         | مدرس بالمدرسة             |
| أحمد رزق         | ضيف شرف                   |
| شادية عبد الحميد | حبيبة حسين أخو إبراهيم    |
| نبوية السيد      |                           |

## روابط خارجية
- مقالات تستعمل روابط فنية بلا صلة مع ويكي بيانات